# SC 빅토리아 대학교
SC 빅토리아 대학교(Sports Club Victoria University)는 캄팔라에 연고를 둔 우간다 축구단이다. 현재 우간다 슈퍼리그에 참가하고 있다.